# Frankenhooker
Frankenhooker ist eine Horrorkomödie aus dem Jahr 1990, die von Frank Henenlotter inszeniert wurde. Der Film kombiniert Elemente von Horror, Science-Fiction und schwarzem Humor und ist eine Parodie auf die klassische Geschichte von Frankenstein.

## Handlung
Jeffrey Franken, ein junger, exzentrischer Erfinder aus New Jersey, lebt bei seiner Mutter und arbeitet gelegentlich als Elektriker. Sein größtes Interesse gilt jedoch der experimentellen Medizin und seltsamen wissenschaftlichen Erfindungen. Eines Tages verursacht eine seiner Erfindungen einen tragischen Unfall: Seine Verlobte Elizabeth Shelley wird bei einer Vorführung von einem ferngesteuerten Rasenmäher zerfetzt und stirbt vor den Augen der entsetzten Familie. Von Schuldgefühlen geplagt und von seiner Besessenheit angetrieben, beschließt Jeffrey, Elizabeth wieder zum Leben zu erwecken. Da ihr Körper jedoch stark verstümmelt wurde, braucht er neue Körperteile, um sie wieder zusammenzusetzen. Er entwickelt einen Plan, um perfekte Gliedmaßen zu finden und beginnt, in den Straßen von New York nach potenziellen „Spenderinnen“ zu suchen.
Jeffrey entwickelt eine hochgefährliche Substanz namens „Super-Crack“, die bei Überdosierung zu Explosionen führt. Er plant, diese Droge an Prostituierte zu verteilen, um an die benötigten Körperteile zu kommen, ohne selbst zur Verantwortung gezogen zu werden. In einem Motelzimmer testet er die Wirkung der Droge an einer Gruppe von Prostituierten. Zu seinem Entsetzen und gleichzeitig fasziniert sieht er, wie die Frauen nach dem Konsum in einem Feuerwerk aus Körperteilen explodieren. Mit den nun reichlich vorhandenen Körperteilen kehrt Jeffrey nach Hause zurück und beginnt, Elizabeths Körper neu zusammenzusetzen. Er verbindet die unterschiedlichen Gliedmaßen zu einem Körper und nutzt seine elektrischen Erfindungen, um sie wiederzubeleben. Der Plan funktioniert, doch die „neue“ Elizabeth zeigt unerwartete Nebenwirkungen. Aufgrund der unterschiedlichen Körperteile übernimmt sie die Persönlichkeiten und Manierismen der Prostituierten, aus denen sie zusammengesetzt wurde.
Sie verlässt Jeffrey und kehrt nach New York zurück, wo sie auf Freier trifft und immer wieder die Worte „Wanna date?“ wiederholt – eine Erinnerung an die ehemaligen Besitzerinnen ihrer Gliedmaßen. Elizabeth ist extrem stark und hat elektrische Kräfte, was zu einer Reihe chaotischer und komischer Situationen führt. Während Jeffrey verzweifelt versucht, sie zu finden, hinterlässt sie eine Spur von verwirrten und verletzten Männern. Schließlich gelingt es Jeffrey, Elizabeth zurückzubringen und ihr durch eine erneute Operation ihr ursprüngliches Bewusstsein wiederzugeben. Doch als er sie von seiner Liebe überzeugen will, wird er von Zorro, dem Zuhälter der getöteten Prostituierten, angegriffen. Zorro schlägt Jeffrey nieder und zerstört seinen Körper.
Als Jeffrey wieder zu sich kommt, findet er sich in einer grotesken Situation wieder: Elizabeth hat ihn gerettet, indem sie seine Methode an ihm selbst angewandt hat. Sie hat ihn mit den übrig gebliebenen Körperteilen der Prostituierten wiederbelebt, was zu einem weiblichen, entstellten Körper mit Jeffreys Kopf geführt hat. In Schock und Entsetzen muss Jeffrey erkennen, dass seine eigene Schöpfung ihn letztendlich in ein Monstrum verwandelt hat.

## Produktion
Frankenhooker wurde von Frank Henenlotter geschrieben und inszeniert. Die Erstveröffentlichung von Frankenhooker verzögerte sich, weil es Schwierigkeiten gab, von der MPAA eine R-Einstufung zu erhalten. Der Film entstand nach seinen erfolgreichen Werken Basket Case – Der unheimliche Zwilling und Elmer. Henenlotter wollte mit Frankenhooker die klassische Frankenstein-Geschichte auf eine moderne und komische Weise neu interpretieren. Die Hauptrolle der Elizabeth Shelley/Frankenhooker übernahm Patty Mullen und James Lorinz spielte den Wissenschaftler Jeffrey Franken. Die Indizierung des Films wurde im März 2008 wieder aufgehoben. Nach einer Neuprüfung durch die FSK wurde die ungekürzte Fassung im April 2008 ab 16 Jahren freigegeben.

## Rezeption
„Geschmackloser Horrorfilm mit einer Fülle unterproduzierter Spezialeffekte. Auch der Humor der bemühten Geschichte bleibt auf bescheidenem Niveau.“